# استیفل
استیفل (انگلیسی: Stifel) شرکت سرمایه‌گذاری بریتانیایی است، که در سال ۱۸۹۰ تأسیس شد.